# Proconsul meswae
 Proconsul meswae  ist eine ausgestorbene Art der Gattung Proconsul, die während des frühen Miozäns in Ostafrika vorkam. Fossilien, die zu dieser Gattung gestellt werden, wurden in die Zeit vor mindestens 20 Millionen Jahren datiert. Einziger Fundort ist bisher Meswa Bridge, eine Grabungsstelle im Westen von Kenia, 1,5 Kilometer nördlich von Muhoroni (0° 8' 14 Süd, 35° 12' 21 Ost). Die Gattung Proconsul gehört zu den frühesten bekannten Vertretern der Menschenartigen (Hominoidea).

## Namensgebung
Die Bezeichnung der Gattung Proconsul („vor dem Consul“) wurde 1933 von Arthur Tindell Hopwood (1897–1969) gewählt, vermutlich in Anspielung auf den Schimpansen Consul, der in den 1930er-Jahren im Londoner Zoo lebte. Das Epitheton meswae verweist auf den Fundort Meswa Bridge in Kenia.

## Erstbeschreibung
Der Erstbeschreibung der Art im Jahr 2009 lagen rund zwei Dutzend Zähne (vor allem Milchzähne), zwei Oberkiefer-Fragmente, ein Unterkiefer-Fragment und ein weiteres Stück Schädelknochen von mindestens vier Individuen zugrunde. Holotypus ist das Fossil KNM-ME 11, ein Fragment aus dem Oberkiefer eines Kindes mit einer Bezahnung aus teils Milchzähnen, teils bleibenden Zähnen. Als Paratypen wurden die Fossilien KNM-ME 1 bis 10, 19, 24, 25 und 8529 benannt. Verwahrort der Funde ist der Hauptsitz der National Museums of Kenya in Nairobi.
Diese Fossilien stammen ausschließlich von sehr jungen Individuen und waren zumeist bereits zwischen 1978 und 1980 entdeckt und 1981 wissenschaftlich beschrieben worden. Schon in dieser ersten Fundbeschreibung war darauf hingewiesen worden, dass die Größe der Zähne am ehesten mit derjenigen von Proconsul nyanzae vergleichbar sei, ihr Bau aber erheblich von diesem abweiche und an Proconsul major erinnere. Daher könne man die Zähne weder der einen noch der anderen Art zuordnen. Da aber zu wenige Milchzähne dieser Arten für vergleichende Untersuchungen verfügbar waren, entschied man sich 1981 dafür, die Fossilien einstweilen keiner bestimmten Art, sondern nur der Gattung Proconsul zuzuschreiben.
2009 wurde dann aber in der Erstbeschreibung der Art Proconsul meswae argumentiert, die Kombination der morphologischen Merkmale von Milchzähnen und bleibenden Zähnen erlaube die Verfertigung einer Diagnose. Die Abgrenzung von Proconsul nyanzae und Proconsul major erfolgte sowohl anhand von Unterschieden in der Beschaffenheit der Zahnkronen als auch der Zahnwurzeln. Insgesamt wurden die Zähne im Vergleich mit anderen Proconsul-Funden als ursprünglich und Proconsul meswae daher als „ursprüngliches Geschwistertaxon der anderen Proconsul-Arten“ interpretiert.

## Datierung
Eine genaue Datierung der Funde erwies sich aufgrund von Bodenumlagerungen als schwierig. Eine Kalium-Argon-Datierung ergab ein Maximalalter für die Fundschicht von 22,5 bis 26 Millionen Jahren, das Mindestalter wurde mit 19,5 ± 0,3 Millionen Jahren angegeben. Die Autoren der Erstbeschreibung verwiesen zudem auf Fossilienfunde anderer Tierarten, die ebenfalls auf eine Datierung ins frühe Miozän verwiesen und bezeichneten die homininen Fossilien zurückhaltend als „mindestens 20 Millionen Jahre alt“. Warum nur Überreste von Kindern und jugendlichen Individuen entdeckt wurden, blieb ungeklärt.

## Belege
1. ↑  Terry Harrison und Peter Andrews: The anatomy and systematic position of the early Miocene proconsulid from Meswa Bridge, Kenya. In: Journal of Human Evolution. Band 56, Nr. 5, 2009, S. 479–496, doi:10.1016/j.jhevol.2009.02.005.
2. ↑  Arthur Tindell Hopwood: Miocene Primates from Kenya. In: The Journal of the Linnean Society of London. Zoology. Band 38, Nr. 260, 1933, S. 437–464, doi:10.1111/j.1096-3642.1933.tb00992.x.
3. ↑  Laut Robert N. Proctor, Finding Life in Old Bones, lebte kurz nach 1900 in Paris ebenfalls ein Schimpanse namens Consul.
4. ↑  Peter Andrews et al.: Hominoid primates from a new Miocene locality named Meswa Bridge in Kenya. In: Journal of Human Evolution. Band 10, Nr. 2, 1981, S. 123–128, doi:10.1016/S0047-2484(81)80009-7, Volltext (PDF; 3,1 MB) (Memento vom 2. März 2014 im Internet Archive)
5. ↑  W. W. Bishop, J. A. Miller und F. J. Fitch: New potassium-argon age determinations relevant to the Miocene fossil mammal sequence in east Africa. In: American Journal of Science. Band 267, 1969, S. 669–699; doi:10.2475/ajs.267.6.669.